# Drunella aculea
Drunella aculea is een haft uit de familie Ephemerellidae. De wetenschappelijke naam van de soort is voor het eerst geldig gepubliceerd in 1971 door Allen.
De soort komt voor in het Palearctisch gebied.